# 靳聖居
靳聖居（？—1643年），字淑孔，河南長垣人。晚明政治人物。

## 生平
为萬曆四十三年（1615年）乙卯科舉人，崇禎元年（1628年）戊辰科進士。初授河南濟源县知縣，调萊陽，以廉能著称。又转潞安府推官。崇祯十四年（1641年），补陕西慶陽府推官。次年升任刑部主事。。崇祯十六年（1643年），李自成军队攻打慶陽，靳聖居未及上任，于是辅佐守道段復興防守。府城堅固，守军抵抗四日，终于不敌。靳聖居在城破后自刎。段復興、知府董琬、鄉紳太常少卿麻僖也死于此难。《明史》有传。

## 延伸阅读
[在维基数据编辑]
 《明史卷二百九十四》，出自《明史》